# Кормас, Илиас
Илиас Кормас (греч. Ηλίας Κορμάς; 1780, Кефалину, Мессения — 20 мая (1 июня) 1825, Маньяки Мессения) — греческий военачальник начала 19-го века и известный участник и герой Освободительной войны Греции 1821—1829 годов.

## Биография
Илиас Кормас родился в 1780 году в селе Кефаллину горной Мессении. Илиас был старшим сыном в семье Антониса Кормаса, у которого кроме Илиаса было ещё 9 детей — 5 мальчиков и 4 девочки.
Илиас был посвящён в тайное революционное общество Филики Этерия священником-революционером Папафлессасом. К началу революции 1821 года Илиас Кормас был одним из значительных иррегулярных военачальников епархии Андруса.

## Греческая революция
Как только 23 марта 1821 года, Теодор Колокотрони, и отец и сыновья Мавромихалисы, возглавлявшие 3 тысячи повстанцев, вошли в город Каламата, Кормас, во главе повстанцев из Итоми, Аристомени и Трифилии, провозгласил революцию в горной Мессении. Османская власть была упразднена, турки поспешили укрыться в крепости Андруса и крепостях городов Корони и Метони.
Заперев турок в крепости, Кормас, под командованием Папафлессаса, направился в Аркадию, где принял участие в осаде Триполицы и взятии города-крепости. Отмечено его участие в сражении при Валтеци.
С вторжением войск Махмуда Драмали-паши в Пелопоннес, Кормас принял участие в обороне Аргоса и в разгроме турок при Дервенакии, где и отличился. Был официально признан главным военачальником своей области, с правом мобилизации отряда в 100—150 человек или более, в зависимости от приказов Военного министерства.
В мае 1823 года, под командованием Д. Папатсониса, Кормас с его отрядом был направлен на защиту Коринфского перешейка.
В дальнейшем отряд Кормаса был переброшен для патрулирования побережья Мессении.
В ходе греческой междоусобицы 1823—1825 годов, после первоначальных колебаний, Кормас встал на сторону правительства Кунтуриотиса.
С июля 1824 года Кормас со своим отрядом патрулировал побережье Мессенийского залива.
В ноябре 1824 года Кормас и его отряд были использованы правительством для подавления своих политических противников в Трифилии.
В течение 1824 года Кормас получил звание тысячника и бригадного генерала.
Параллельно с военной деятельностью, в эти годы жизнь Кормаса отмечена и его участием в политике. Так в 1823 году Кормас представлял епархию Андруса на Национальных собраниях в Астрос и Эпидавре.

## Египетское вторжение
К середине 1824 года Османская империя, не сумев подавить Греческую революция, призвала на помощь своего египетского вассала, располагавшего регулярными войсками, обученными и руководимыми европейскими, в основном бывшими наполеоновскими, офицерами.
С декабря 1824 года Кормас со своим отрядом патрулировал побережье Мессенийского залива, с целью предотвратить высадку египтян.
В феврале 1825 года Кормас принял участие в продолжавшейся с 1821 года осаде приморской крепости Корони, пытаясь предотвратить высадку египетских войск через этот город. Египетская армия, под командованием Ибрагима, высадилась в марте в Метони и Корони. 9 апреля 1825 года армия Ибрагима встала перед крепостями города Пилос (Наварин). Началась осада крепостей города, которая завершилась их взятием .

## «Леонидово сражение»
Папафлессас, бывший военным министром в период междоусобицы, осознал опасность нависшую над Отечеством, оставил временную столицу Навплион и разбил лагерь на выходе из Наварина к Триполи. Собрав вокруг себя 2 тысячи повстанцев, Папафлессас 19 мая занял позиции у села Маньяки. Позиция не давала никаких стратегических преимуществ. Папафлессас просто встал на пути у Ибрагима, как бы говоря ему: я здесь и не боюсь тебя. Отряд Кормаса, подошедший к лагерю Папафлессаса, насчитывал 120 человек.
20 мая повстанцы спешно стали сооружать 3 бастиона. Первый, самый северный, занял Папафлессас. Второй — его племянник Димитрис Флессас. 3-й, самый южный, Воидис Пьерос со своими маниатами. Войска Ибрагима появились через 3 часа. Примкнувшие повстанцы и крестьяне при появлении армии Ибрагима стали разбегаться.
Силы Ибрагима обхватили греческие позиции двумя колоннами, третья заняла позицию препятствующую возможным греческим подкреплениям. Но Папафлессас счёл это «положительным событием считая, что так его люди будут драться решительнее и перестанут разбегаться». Пересчёт показал, что под командованием Папфлессаса осталось менее 1 тыс. повстанцев.
Кормас обратил внимание Пафлессаса на слабость позиции, при огромном перевесе сил в пользу египтян. На упрёк в трусости Кормас ответил: «Бой покажет, кто трус». Папафлесас держал речь, но сразу по её окончании военачальники послали к нему Кефаласа, которого никто не смел упрекнуть в трусости, дабы убедить Папафлессаса прорываться. Ответом было: «Мы победим, но если не дай бог будем побеждены, то обескровим силы врага и история назовет это бой Леонидовым сражением». Этот последний оборот говорил о том, что он уже принял решение следовать традиции, которую начал спартанский царь Леонид и всего 4 годами ранее, в 1821 году, продолжили Карпенисиотис, Афанасиос (см. Битва при Скулень) и Афанасий Дьяк (см. Битва при Аламане). После этого, выслушав обращение Папафлессаса к предкам, маниат Воидис сказал: «Пошли по своим бастионам, а если кто выживет, пусть слушает плач жён».
Илис Кормас и его брат Константин погибли в этом бою. Третий из братьев, принявших участие в это бою, Георгий выжил, став в 1826 году бригадным генералом. Вместе с братьями Кормасами в бою погибла бо́льшая часть их отряда.
Н. Спилиадис писал в своих мемуарах: «Мы потеряли лучших парней Мессении, которых Родина оплакивает».

## Память
О гибели Кормаса поётся в народной песне-плаче, где описывается возвращение коня убитого героя.
Бюст Илиаса Кормаса, работы известного греческого скульптора В. Фалиреаса, установлен на его родине